# 베보자기

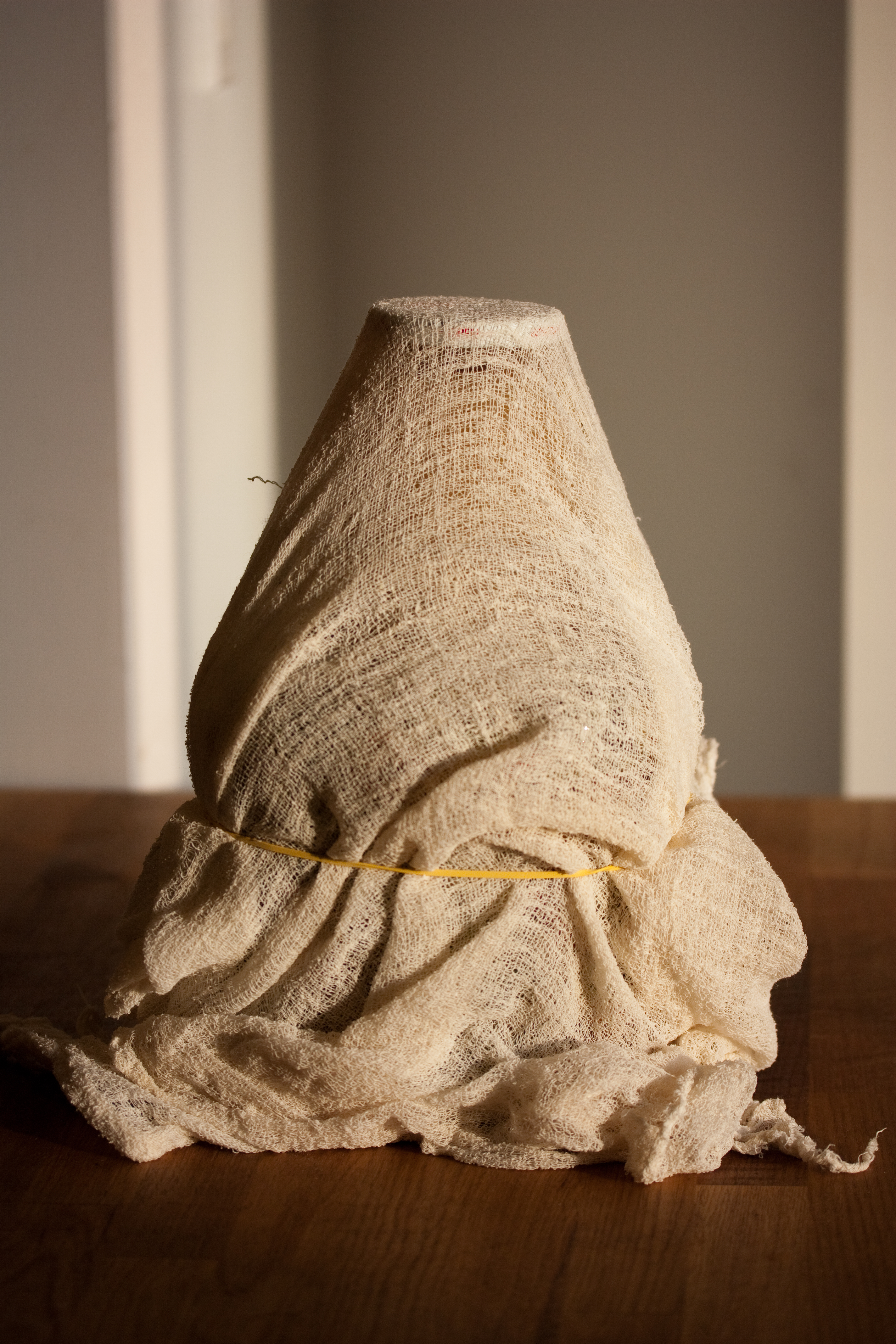
자우어크라우트 항아리를 덮은 베보자기

베보자기는 삼베, 무명, 명주 등을 소면 방식으로 얇게 짠 천이다. 거즈와 비슷하며, 요리 등에 쓰인다. 무명실로 짠 것은 면보자기(綿---)나 면보(綿-), 삼실로 짠 것은 삼베보자기나 베보 등으로 부른다. 거름천으로도 부르며, 치즈를 만들 때 쓰는 면보를 치즈천(영어: cheesecloth 치즈클로스[*])이라 부르기도 한다. 시루 등에 음식을 찔 때 쓰는 것은 찜보자기로도 부른다. 주머니 형태인 것은 베주머니로도 부른다.

## 사진

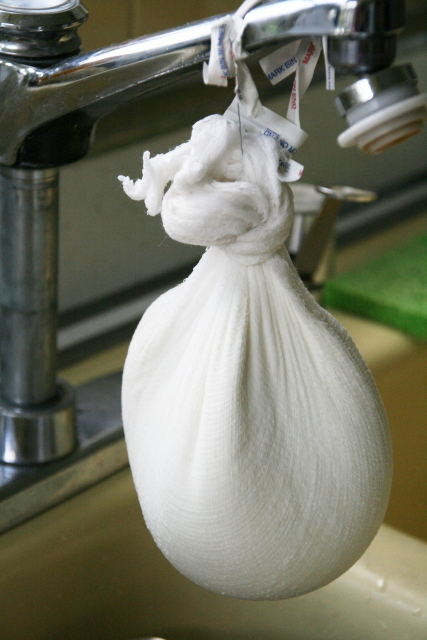
치즈천에 치즈를 매달아 물기를 빼는 모습
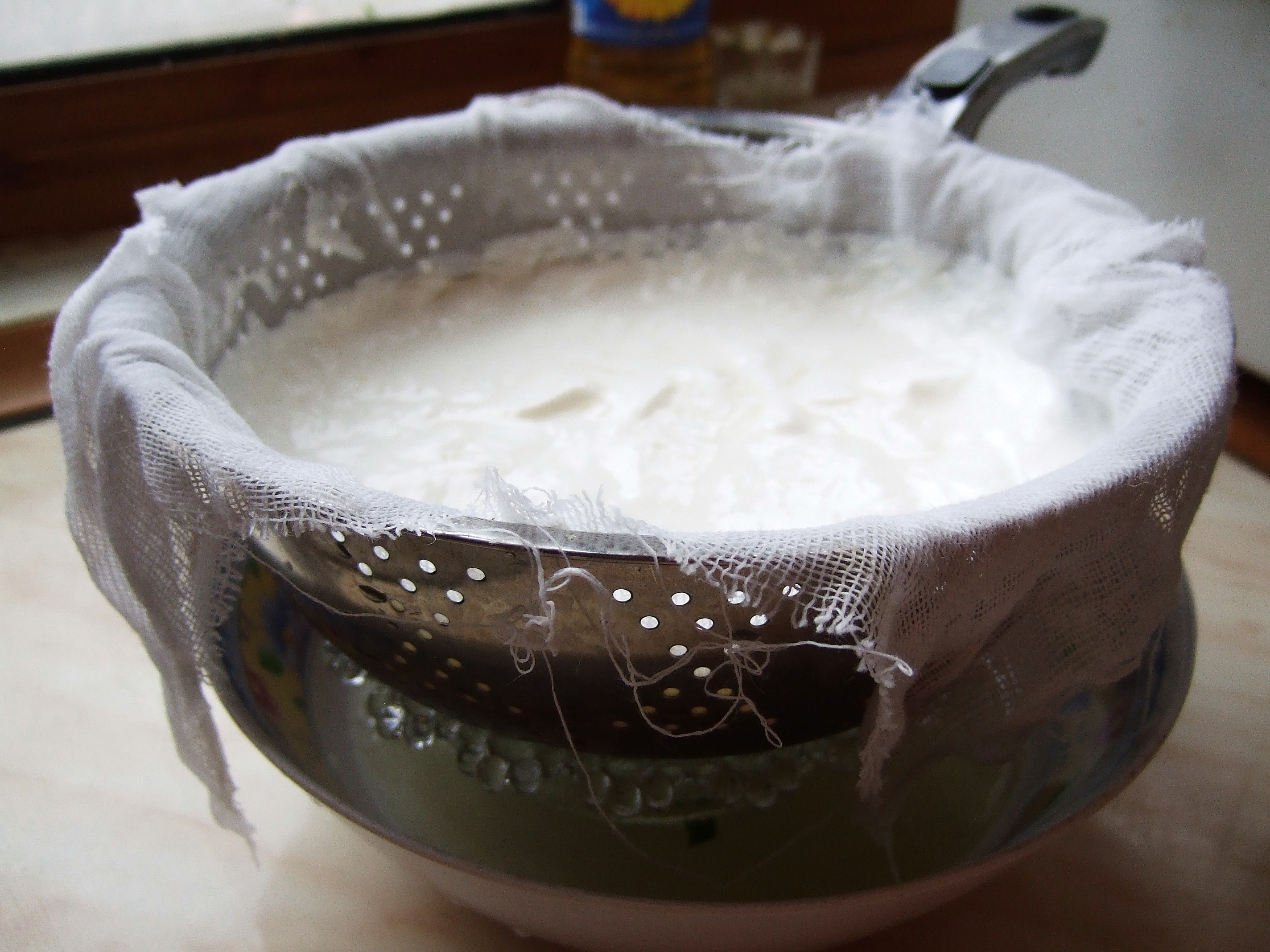
면보에 요거트를 걸러 여과 요거트를 만드는 모습

## 같이 보기
- 거름종이